# Gerson Iskowicz
Gerson Iskowicz (Izkowicz) (ang. Gershon Iskowitz) (ur. 21 listopada 1921 w Kielcach, zm. 26 stycznia 1988 w Toronto) – kanadyjski malarz pochodzenia żydowskiego urodzony w Polsce.

## Życiorys
Urodził się w tradycyjnej rodzinie kieleckich Żydów, gdy miał cztery lata rodzice wysłali go do Jeszywas Chachmej Lublin. Znudzony nauką zaczął rysować, po półtora roku poprosił ojca aby zabrał go ze szkoły i powrócił do Kielc. Zaczął uczęszczać do publicznej szkoły powszechnej, ale konflikty na tle narodowościowym sprawiły, że po dwóch i pół roku przerwał naukę. Ojciec Gersona urządził mu w domu małe studio malarskie i tam powstały pierwsze obrazy oraz plakaty, które Iskowicz malował dla miejscowego kina. W 1939 zdał egzaminy wstępne do warszawskiej Akademii Sztuk Pięknych, ale wybuch II wojny światowej uniemożliwił mu rozpoczęcie nauki. 
Powrócił do Kielc, okupanci wcielili go do komanda robotników przymusowych, a po utworzeniu getta został tam przesiedlony razem z rodziną. Po likwidacji getta we wrześniu 1943 razem z bratem Joskiem znaleźli się w transporcie do obozu zagłady w Auschwitz. W obozie tworzył w ukryciu, prawdopodobnie to pozwalało mu znieść głód i ciężką pracę fizyczną. Jesienią 1944 został przeniesiony do obozu w Buchenwaldzie, na wieść o bliskim wyzwoleniu podjął próbę ucieczki, podczas której został ciężko ranny. Po wyzwoleniu obozu 11 kwietnia 1945 rozpoczęła się trwająca dziewięć miesięcy kuracja, dzięki której powrócił do zdrowia. 
Gdy dowiedział się, że cała rodzina zginęła podczas wojny postanowił nie wracać do Polski, od 1947 studiował w Akademii Sztuk Pięknych w Monachium oraz pobierał indywidualne lekcje u Oskara Kokoschki. W 1948 okazało się, że w Kanadzie żyją jego krewni, wtedy po raz pierwszy próbował wyemigrować, ale jego wniosek został odrzucony ze względów proceduralnych, nie miał wyuczonego zawodu. Rok później po złożeniu dokumentów drugi raz pokazał urzędnikowi swoje obrazy, a ten wróżąc mu artystyczną przyszłość wyraził zgodę na wyjazd. W 1949 zamieszkał w Toronto, trzy lata później został uczestnikiem warsztatów malarskich. Uczęszczał tam do 1959/1960, wyjeżdżał na plenery do Markham i Uxbridge. 
Jego twórczość z tego okresu przedstawia krajobrazy Kanady, na których widać ówczesną panoramę tego kraju oraz nieistniejącą już zabudowę. W 1954 jego pierwsza wystawa indywidualna miała ona miejsce w siedzibie Kanadyjskiego Towarzystwa Grafików. W tym okresie Iskowicz zaczął wykładać w McKellar Lake. Pod koniec lat 50. XX wieku założył własne studio przy Spadina Avenue w Toronto. Od 1964 związał się z Moos Gallery, gdzie miało miejsce wiele jego wystaw indywidualnych. Wielki przełom w twórczości Gersona Iskowicza nastąpił w 1967, gdy Kanadyjska Rada Sztuki ufundowała mu przelot helikopterem nad północnymi rejonami kraju, wówczas jego obrazy nabrały wyrazistych barw i światła. W 1982 otrzymał nagrodę Art Gallery of Ontario, która uhonorowała czterdzieści lat twórczości, poza wystawą w Toronto część obrazów wystawiono na wystawie w Londynie. W 1985 powstała Gershon Iskowitz Foundation, która miała dysponować środkami finansowymi zgromadzonymi przez artystę przeznaczając je na coroczną nagrodę jego imienia (Gershon Iskowitz Prize). Gerson Iskowicz zmarł 26 stycznia 1988 w Toronto.